# Джонс, Микили
Микили Джонс (англ. Michellie Jones, /mɪˈkiːli/; род. 6 сентября 1969, Фэрфилд) — австралийская триатлонистка, серебряный призёр Олимпийских игр, двукратная чемпионка мира, победительница Ironman. Будучи гидом паратриатлонистки Кэти Келли, стала победительницей Летних Паралимпийских игр 2016 года.

## Биография
В настоящее время Джонс живёт в Карлсбаде в США. Она окончила Вуллонгонгский университет с дипломом преподавателя начального образования в 1990 году. У неё есть сестра-близнец Габриэль Джонс.

## Карьера
Джонс начала выступать в соревнованиях по триатлону в 1990 году. В 1992 и 1993 годах она выиграла чемпионат мира ITU. На летних Олимпийских играх 2000 года Джонс завоевала серебряную медаль, на две секунды отстав от чемпионки Бригитт Макмэхон.
Джонс заняла второе место на чемпионате мира Ironman 2005 года, уступив Наташе Бадманн. Позже она выиграла триатлон Ironman Arizona в 2006 году и Ironman Triathlon в Кайлуа-Кона на Гавайях.
В мае 2015 года стало известно, что Джонс будет гидом австралийской паратриатлонистки Кэти Келли на Паралимпийских игр 2016 года. Вместе с Джонс она уже выиграла золотую медаль в Иокогаме 16 мая 2015 года, а затем титул чемпионки мира 2015 в Чикаго. На Паралимпийских играх в Рио-де-Жанейро в 2016 году Джонс и Келли также одержали победу в категории PT5.
Джонс потом рассказывала, что для неё эта победа имеет гораздо большее значение, потому что она видит и пытается обдумать, через что прошла Келли для достижения цели за такое короткое время.
В 2017 году она стала кавалером Ордена Австралии.